# 特納薩峰
特納薩峰（英語：Tenaza Peak），是南極洲的山峰，位於維多利亞地的彭內爾海岸，處於皮切爾山以東4.6公里的赫奇佩思高地中西部，美國地質調查局根據測量和美國海軍拍攝的空中照片繪入地圖，現時由南極條約體系管理。

## 外部連結
- 本条目引用的公有领域材料来自美国地质调查局的文档 《特納薩峰》 （資料來自地名信息系统）。

71°5′S 167°24′E / 71.083°S 167.400°E